# 東方一號
東方一號（俄语：Восток-1）是前蘇聯的太空計畫，也是人类首次載人太空飛行任務，1961年4月12日發射升空，尤里·加加林成為第一個進入外太空的人，亦是第一個進入地球轨道的人。東方一號是由謝爾蓋·科羅廖夫與克里姆·阿利耶维奇·克里莫夫所設計的。

## 船員
- 尤里·加加林 (1)

### 後備船員
- 戈爾曼·季托夫

### 預備船員
- 格里戈里·涅柳博夫

## 任務要点

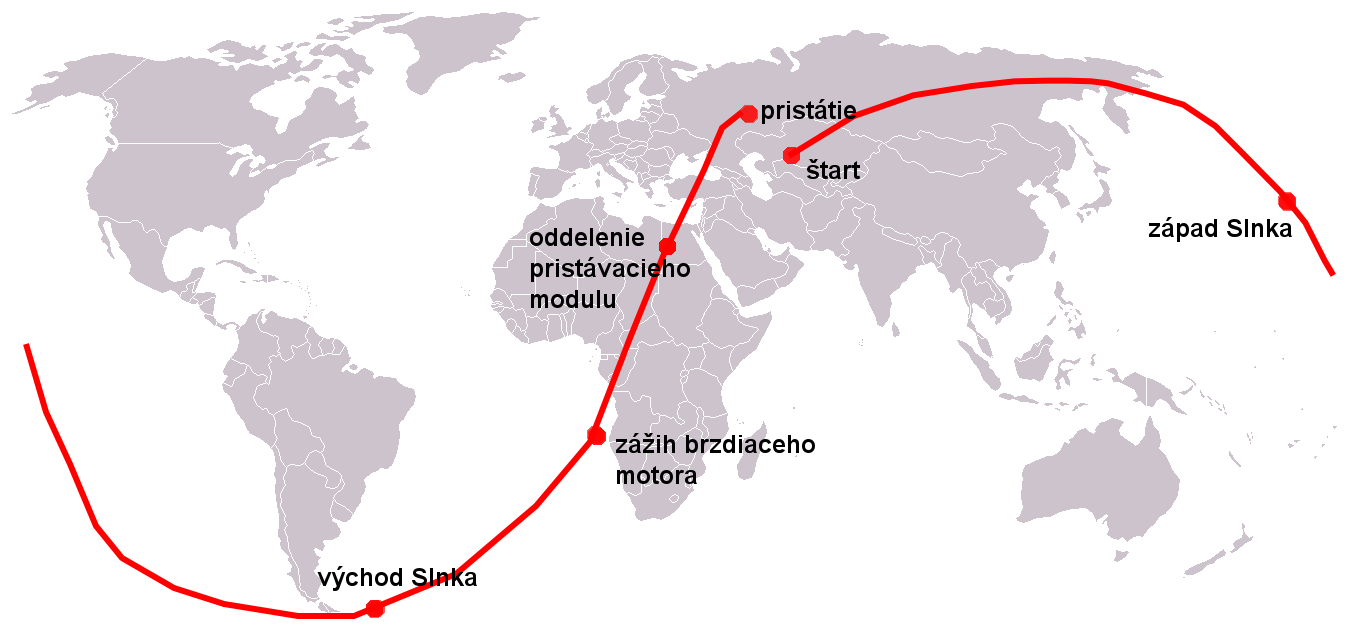
东方一号的完整轨迹。着陆点在发射点的西面。

加加林所乘坐的太空船在108分鐘内環繞地球一次。地面的控制人員，需要在太空船發射後的25分鐘，才能確認太空船已進入穩定軌道。回程的時候，在距離地面7公里的地方，東方一號會將他彈射出來，而太空船和太空人會有各自的降落傘。最後，他安全返回地面。
之所以要分開降落，原因是苏联第一艘太空船是轨道飞行器，进入环地轨道并绕飞地球1圈，重返大气时需要更厚重的热防护盾，所以着陆重量是美国第一艘短程太空船水星3号的2.4倍，加上在土地着陆而不是在海上溅落，因此设计为宇航员在离地面7公里弹射出舱伞降返回地面，轨道飞行器在离地面2.5公里开伞单独降落。
太空船的姿勢控制由一個自動系統負責。醫療人員和太空船工程師並不確定失重對人體的影響，所以駕駛員的飛行控制已被鎖定，這樣加加林便不需要人手操控太空船（當緊急的時候，加加林仍然可以對系統進行解鎖）。東方一號並不可以改變其飛行軌道，只可以改變其姿勢。在大部分的飛行時間內，太空船的姿勢已準備隨時返回地球。在太空船發射後的1小時，自動系統將太空船對準，預備點火返回地球。
點火返回程序在非洲西岸的上空進行，位置類近安哥拉，距離預計著陸點大約8000公里。點火程序歷時42秒，採用液化燃料。由於重量問題，太空船並沒有後備點火引擎。倘若點火程序失敗，太空船依然可以留在太空十天。
在啟動返回程序後的10秒，東方一號的設備模組應與返回艙分離。但由於被電線繫著，兩個模組並沒有分離。10分鐘後，太空船不斷的迴轉。在電線燃烧断开後，返回艙重新準確定位。
在1961年，国际航空联合会確認太空人必須與返回艙一同返回，才會確認為一次成功的太空任務。事實上，當時太空人和返回艙是分開降落的。但蘇聯報稱他們是一起降落的，联合会依然官方確認其任務有效。直到多年之後，才有資料透露加加林和返回艙是分開降落的。由於這個技術問題，人們擔心這次任務的持續時間、高度和升空質量的軌道空間飛行記錄不會被國際宇航聯合會（FAI）承認，該組織是該領域的世界標準制定和記錄保存機構，當時要求飛行員與飛船一起降落。 根據過去FAI的定義，這次任務將被視為 "不完整 "的太空飛行。 然而，航天飛行記錄得到了國際航聯的認證和重申，國際航聯修訂了其規則，並承認安全發射、入軌和飛行員返回等關鍵步驟已經完成。 加加林是國際公認的太空第一人，也是第一個繞地球飛行的人。
當蘇聯當局填寫联合会資料的時候，報稱火箭的發射地點位於拜科努爾（47°22′00″N 65°29′00″E / 47.36667°N 65.48333°E）。事實上，發射地點是位於丘拉坦（45°55′12.72″N 63°20′32.32″E / 45.9202000°N 63.3423111°E），在拜科努爾的西南方229公里。他們之所以這樣做，是希望將太空中心的地點保密。在1995年，俄羅斯和哈薩克當局將丘拉坦重新命名為拜科努爾。
返回艙現時存放在科羅勒夫火箭位於科羅廖夫的博物館。
美国官方对东方一号的飞行成功表示祝贺。

## 任务详细记录
- 1961年4月12日，周三 发射前数分钟，加加林录下如下的语句：“亲爱的，我所认识的和不认识的朋友们，我亲爱的同胞和全世界人民！在几分钟内，一支强大的苏联火箭将把我的飞船送入广阔的外层空间。这是我想要告诉你们的。我未来的整个生命对于我而言正如一个惊险的时刻。我认为我可以集中我的力量以完成我被期望的任务。”

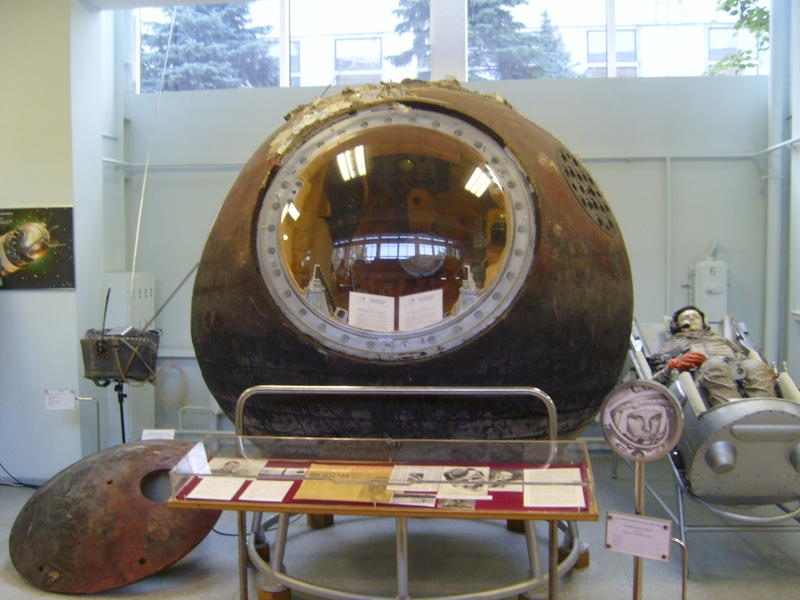
返回艙

- 格林尼治时间 05:51 （莫斯科時間 08:51）倒计时开始 加加林进入发射场的东方一号飞船内部。他的影像被飞船上的摄像机记录并传送到发射控制室的电视机屏幕上。謝爾蓋·科羅廖夫 对着话筒说：“ 呼叫 （加加林的代号），倒计时准备开始。”加加林回答：“明白，感觉良好，精神振作，准备完毕。”在倒數計時開始前，太空人支援小組問進入太空船的加加林會不會無聊，並且放40多分鐘音樂給他聽。[12]

- 格林尼治时间 06:07 东方一号从拜科努尔发射场一号工位发射。在加加林的任务结束后，这一工位以“加加林的起点”闻名。在点火起飞时，科羅廖夫指挥道：“初级……中级……主发动机……起飞！祝你飞行顺利，目前一切正常。”加加林回答：“（我们出发！）”

- 格林尼治时间 06:09 飞行2分钟，四台助推器燃料耗尽，从芯级分离。(+119 秒)

- 格林尼治时间 06:10 整流罩分离，加加林脚下的窗口和光学定位装置被揭开。(+156 秒)

- 格林尼治时间 06:12 飞行5分钟，第一级火箭燃料耗尽分离，末级火箭点火继续将飞船送入轨道。(+300 秒)

- 格林尼治时间 06:13 火箭仍在飞行，将东方一号送入轨道。加加林报告：“……飞行仍在继续。我可以看见地球，能见度很好，……，我几乎可以看见一切东西。积云下方一定有许多空间。飞行继续，一切正常。”

- 格林尼治时间 06:14 火箭仍在飞行，开始穿过俄罗斯中部地区。加加林报告：“一切正常，所有系统都在工作中。让我们继续前进！

- 格林尼治时间 06:15 末级火箭点火3分钟，加加林报告：“（拜科努尔地面站代号），我不能清楚地听见你们的声音。我感觉正常，精神状况良好。飞行仍在继续……”此时，东方一号正离开拜科努尔发射场的无线电监控范围。

- 格林尼治时间 06:17 R-7火箭末级燃尽，10秒后与东方号飞船分离。此时，东方号飞船进入轨道。(+676 秒) 加加林报告：“飞船运行正常。我能够在舷窗中看见地球。一切均按计划进行。”这时，东方一号正在穿过俄罗斯，在西伯利亚上空飞行。

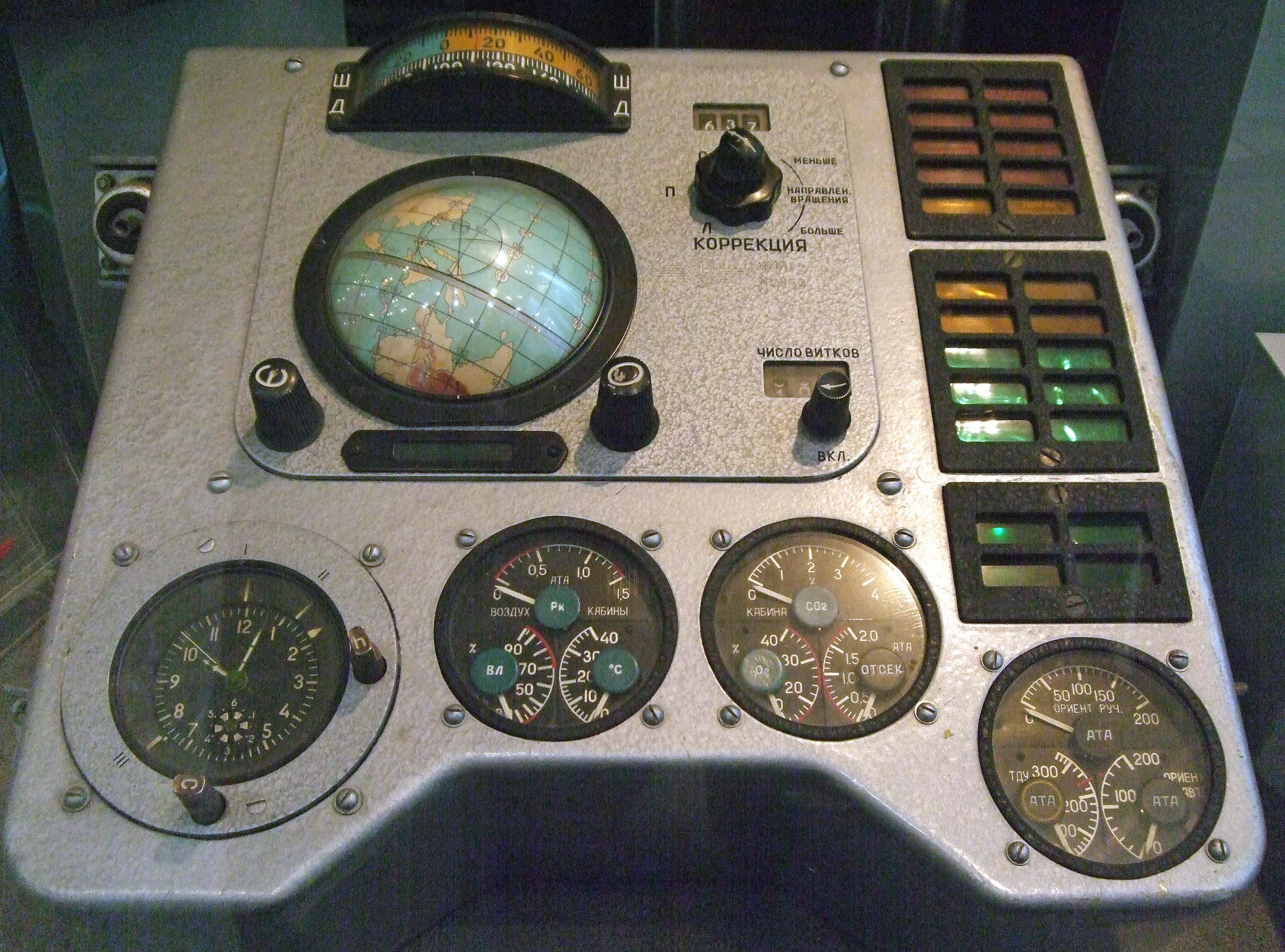
东方一号控制面板的一部分

- 格林尼治时间 06:21 东方一号穿过堪察加半岛，进入北太平洋。加加林通话：“……在下降监视器上的灯光已打开。我感觉良好，精神状态良好。座舱参数：压力1，湿度65，温度20，舱室气压1，第一自动装置155，第二自动装置155，返回火箭系统气压320个大气压……”

- 格林尼治时间 06:25 东方一号开始从西北向东南穿越太平洋，从堪察加半岛到南美洲的南端。加加林向地面询问：“请向我提供飞行信息，什么信息可以提供给我？ ”他向地面请求飞船的轨道参数。哈巴罗夫斯克地面站回答：“20号（科羅廖夫）没有指令，飞船工作正常。”他们告诉加加林，飞船仅仅入轨6分钟，因此轨道参数无法获得。但是飞船工作正常。

- 格林尼治时间 06:31 加加林向哈巴罗夫斯克地面站通话：“我感觉棒极了，给我一些飞行的状态！”此时，东方一号正在哈巴罗夫斯克地面站的甚高频无线电地平线边缘。地面站回答：“请重复一遍，我无法听清你说的话。”加加林再次尝试通话，但是此时飞船已经飞离哈巴罗夫斯克地面站的无线电范围。

- 格林尼治时间 06:37 东方一号继续飞行，此时轨道日落。飞船在夏威夷群岛西北部进入地球阴影。此时，飞船已经离开地面站甚高频通讯范围，通讯必须依靠高频信号。

- 格林尼治时间 06:46 哈巴罗夫斯克地面站通过高频信号发送电报“KK”，意义为向指挥官报告情况。他们希望得到自动返回系统是否已经从地面收到指令的报告。加加林在格林尼治时间06:48作出回答。

- 格林尼治时间 06:48 东方一号在西经170°穿过赤道，开始穿越南太平洋。加加林在高频信号中回答：“我正在发送常规报告消息：9时48分（莫斯科时间），飞行正常。……下降状态指示正在移动。气压1，湿度65，温度20，舱内气压1.2，手动系统150，第一自动系统155，第二自动系统155，返回火箭气压320个大气压，我感觉良好……”

- 格林尼治时间 06:49 加加林报告正处在地球的黑夜一侧。

- 格林尼治时间 06:51 加加林报告太阳寻找及高度控制系统已经打开。这一系统用于东方一号返回时的定向。自动返回系统存在两套冗余的系统：一套自动太阳定位系统和一套人工视觉定位系统，任何一套系统均可以操控两套含有10千克氮气的冗余推进系统。

- 格林尼治时间 06:53 哈巴罗夫斯克地面站通过高频信号向加加林发送下面的信息：“根据33号（尼古拉·卡马宁将军）的命令，发报机已经打开，我们发送下面的消息：飞行如计划进行，轨道与计划没有偏差。”他们告诉加加林，东方一号正处于稳定的轨道中。加加林接受了这一信息。

- 格林尼治时间 06:57 东方一号处于新西兰和智利之间的南太平洋上。加加林发送信息：“……飞行仍在继续，我正在穿过美洲。电报发报机已经打开。”

- 格林尼治时间 07:00 东方一号穿过麦哲伦海峡。东方一号的新闻在莫斯科广播电台广播。

- 格林尼治时间 07:04 加加林发送与格林尼治时间06:48发送的信息类似的飞船状态信息，但是这一信息没有被地面收到。

- 格林尼治时间 07:09 加加林发送飞船状态信息，但是这一信息同样没有被地面收到。

- 格林尼治时间 07:10 穿过南大西洋后，太阳再次出现。此时距离东方一号返回还有15分钟。

- 格林尼治时间 07:13 加加林发送与格林尼治时间06:48发送的信息类似的飞船状态信息。莫斯科收到部分信息：“……接收良好，飞行继续……”

- 格林尼治时间 07:18 加加林发送飞船状态信息，但是这一信息再一次没有被地面收到。

- 格林尼治时间 07:23 加加林发送飞船状态信息，但是这一信息再一次没有被地面收到。

东方号飞船组成

- 格林尼治时间 07:25 东方一号处于返回纬度。当飞船处于非洲西海岸安哥拉附近上空时，返回火箭点火42秒。这一位置距离位于俄罗斯的计划着陆位置大约8000千米。

- 格林尼治时间 07:25 至 07:35 返回火箭熄火后10秒，东方号服务舱与返回舱的分离指令下达。但是，一束电缆使得飞船的两个部分保持相连，这一状况持续了10分钟。东方一号飞船穿过非洲西海岸，跨过非洲中部，向埃及方向飞行。

- 格林尼治时间 07:35 飞船的两部分开始再入大气层。当飞船位于埃及上空时，经历了强烈的旋转。最终，连接飞船两部分的电缆被烧断，使得返回舱得到释放，加加林不顾飞船持续的旋转，发送电报“一切正常”。事后，他报告说，他并不希望在自己已经（正确地）认识到这一旋转的现象并不会危及这次任务（由于返回舱球形的外观）之后，给地面带来麻烦。

- 格林尼治时间 07:35 至 07:55 返回过程继续。飞船穿过埃及和地中海，飞过塞浦路斯西海岸和土耳其中部。在降低高度的过程中，东方一号返回舱从黑海沿岸的克拉斯诺达尔附近进入苏联境内。加加林经历了8G（根据他自己的报告，“超过10G”）的过载但保持清醒。

- 格林尼治时间 07:55 飞船返回舱距离地面仍然有7千米。返回舱舱盖被打开，2秒后，加加林被从返回舱中弹射出。在2.5千米的高度，返回舱主伞打开。返回舱于格林尼治时间07:55降落。目击飞船降落的两位女学生描述说：“那是一个巨大的球，大约有两到三米高。它掉下来后向上弹起，然后又掉下来。在它第一次撞到地面的地方有一个大洞。”

- 格林尼治时间 08:05 由于加加林的降落伞打开的高度高于飞船降落伞打开的高度，加加林在飞船着陆后10分钟着陆。加加林和飞船都在恩格斯城东南方向的萨拉托夫州着陆（经纬度：51°16′14.42″N 45°59′49.68″E / 51.2706722°N 45.9971333°E）。一位农民和她的女儿看到了这一令他们感到奇怪的景象：一个身穿明亮橘红色“外套”和巨大白色头盔的人在她们附近用降落伞着陆。加加林后来回忆说，“当她们看到我穿着宇航服，身后拖着降落伞，她们开始恐惧地后退。我告诉她们，不要害怕，我是和她们一样的苏联人，刚刚从太空回来。现在需要做的就是找一部电话打给莫斯科！”來接加加林的軍官告訴他在起飛時他已升官為少校。[12]

### 引用
1. 1 2  . Fédération Aéronautique Internationale (FAI).   [2009-03-12]. （原始内容存档于2009-07-26）.
2. ↑  . Spacefacts. 2020-08-11  [2020-03-12]. （原始内容存档于2022-07-22）.
3. ↑  .   [2020-03-12]. （原始内容存档于2011-05-14）. Gagarin's mission lasted 106 minutes, not 108 minutes, the duration that was reported for 50 years and even made book titles.
4. ↑   (PDF). The USSR Central Aero Club. 1961  [2024-11-09]. （原始内容存档 (PDF)于2021-02-26）.
5. ↑  Peter Bond, Obituary: Lt-Gen Kerim Kerimov, The Independent, 7 April 2003.
6. ↑  Was Gagarin's Flight A Near Disaster? 的存檔，存档日期2008-04-23.
7. ↑  . 國際宇航聯合會. 2021-03-22  [2022-07-18]. （原始内容存档于2022-10-03） （英语）. Due to Gagarin not being able to land with his aircraft as usual during aeronautical feats, there were initial concerns that the FAI would not be able to recognise his achievements. However, the FAI duly amended the rules to encompass this new form of aviation and so the awards were ratified.
8. ↑  .   [2016-08-18]. （原始内容存档于2017-08-05） （英语）.
9. ↑   (PDF). World Air Sports Federation.   [2022-07-22]. （原始内容 (PDF)存档于2004-07-19） （英语）.
10. ↑  Lewis, Cathleen. . National Air and Space Museum. 2010-04-12  [2019-06-12]. （原始内容存档于2019-06-18）.
11. ↑  . BBC.   [2022-07-13]. （原始内容存档于2022-10-08）.
12. 1 2  Jamie Doran, Piers Bizony撰。〈勇闖天際〉。《讀者文摘》台灣版。2012年2月。（"The Man Who Dared Heaven"，摘自《星人：尤里·加加林傳奇背後的真相》。）

### 网页
- 東方一號 - Encyclopedia Astronautica（页面存档备份，存于）
- 進入外太空的第一人 - NASA/JPL translation of Soviet Radio and Newspaper Reports - May 1, 1961 （页面存档备份，存于）
- 加加林的飛行近於災難？- Seds Spaceviews
- FAI Sporting Code - Section 8 - Astronautics
- 東方一號的分析 - Sven Grahn （页面存档备份，存于）
- （俄文） Annotated transcript of Gagarin's radio conversations with ground stations, starting 2hrs (4:10 UTC) before launch

## 外部連結
- 東方一號 - Encyclopedia Astronautica（页面存档备份，存于）
- 第一個進入外太空的人 - NASA/JPL translation of Soviet Radio and Newspaper Reports - May 1, 1961 （页面存档备份，存于）